# 中华民国审查制度
中華民國審查制度是關於中華民國政府對於自由權所施加的規範及約束，主要著重討論有關新聞、言論、出版、再製(含二創)等意見表達的自由、以及語言使用的限制。國民識字率增加、國民教育高等教育普及、國共內戰的結束、兩岸交流的增加、認知領域作戰開打、政府與民間媒體合作對內容農場假新聞以及詐騙資訊流通的干預、外國強勢(娛樂)文化的輸入、政府對文化挪用態度、網路普及率、社交平台跟自媒體與人工智慧生成式AI的使用盛行等因素都會影響。
隨著1987年中華民國政府解严解除黨禁報禁後，言論審查便显著减弱，媒体已经被允许播放政治反对派的相关消息。現今审查的重点在於兒童保護(如成年確認的過橋機制、外包裝完整或隔離菸酒出版品情趣用品的販售區、電視跟虛實遊戲的分級制度)、诽谤、和有关国家安全的訊息。
依據刑法、自殺防治法、社會秩序維護法、兒童及少年福利與權益保障法、兒童及少年性剝削防制條例等法規規定，以及為避免給予兒少錯誤的觀念，影響其價值觀的建立，或接觸後引起負面心理情緒等情形，依其情節程度給予相對應的防護措施，並依情節程度提高兒少接觸困難度，避免兒少接觸造成負面影響。
1992年之後，台灣審查制度以“憲政改革”為起始，違憲審查制度“會議”模式，到“法庭”模式的單一大法官審查模式為主要轉變。2007年國家語言發展法也著手實踐轉型正義，將殖民威權時期各政權對國民打壓的語言及文化表意權立法保護。

## 历史
1930年11月3日，受到《不怕死》事件影响，国民政府教育部与内政部制定《电影检查法》，推行电影审查制度。
在抗日战争期间，约翰·冈瑟的《亚洲透视》第二卷被中华民国重慶國民政府审查，此卷在中国发行时被删除，原因是它提及了当时中国西北穆斯林的特定活動。
中华民国迁台后，国民党政府一黨專政，实行严格控制媒体的政策。初期審查機關為行政院新聞局（GIO）。政治家、民族主义者和学者李敖有超过96本书籍在台湾被禁止出售；作家柏杨，因为他译制的大力水手漫畫中出现了蒋中正的惯用语“全国军民同胞们”，被当局认为是对蒋中正政府的批评，所以遭判刑12年，爾後減刑至8年；1962年修訂的《編印連環圖畫輔導辦法》壓制台灣漫畫的發展；闽南语媒体和学校体罚的新闻也被禁止。这种制度在1987年解嚴後到1992年間被废除。
2006年2月，政府成立國家通訊傳播委員會（NCC）。同年6月，中華民國大法官委員會的審查發現《國家通信委員會組織法》第4條委員會委員按立法院政黨比例選出之規定違憲，2008年12月31日後法律條款無效。2007年12月20日，立法院三讀通過《國家通訊傳播委員會組織法》第四條修正案。

## 民主化後

### 政治审查
1992年前，國民黨專政時期透過媒體低調管控政黨資產，2016年民進黨主政後成立「不當黨產委員會」及「促進轉型正義委員會」進行轉型正義。
2011年前，《人民團體法》第2條、第53條規定有關人民團體組織與活動不得主張共產主義或主張分裂國土。但在2008年6月20日，司法院大法官會議釋字第644號解釋宣告該段條文與憲法保障人民結社自由與言論自由之意旨不符，自解釋公布之日起失其效力。該解釋條文已由中華民國總統馬英九於2011年6月公布。例如在2008年7月30日，台湾共产党向內政部申請備案，成為臺灣合法登記之第141個政黨。
在公，如考選部對公務人員進行資格審查，由委員會常務次長負責審議，大陸稱謂政審。例第28條二條款中，具有中華民國國籍兼具外國國籍者，不得任用。如役政署確保資訊授權之人員機密性，權責主管稽核內外後定次复核，審查制度如上。

### 兩岸關係
與兩岸關係言論有關的政府政策和作為時而造成争议。例如，在民进党执政时期，香港媒体凤凰卫视在台湾的卫星频道落地权被中华民国政府拒绝；同时，新华社和《人民日报》台湾记者站被勒令关闭。这些政策在2008年国民党重新上台后緩解或撤銷。

### 網路審查
憲法規定言論自由和新聞自由，政府亦普遍地實踐及尊重這些權利。獨立的新聞界、有效的司法機構和正常的民主政治體系結合，可以保護言論自由和新聞自由。政府沒有任何正式的限制網路規定及監測電子郵件或網路聊天室的相關報告。
根據美國民主人權勞工局調查台灣的資訊報告顯示，直到2011年底有81.8％的台灣家庭可以使用網際網路。
同時，與中華民國存在政治對立的中國大陆绝大部分網站在台灣都可自由瀏覽，例如中國共產黨、人民日報、中國中央電視台等相關網站。
2001年後，行政院開始推動資通安全基礎建設工作，2005年推動「成立國家資安監控中心」，強調對內偵測管理，客戶資料收集等。2013年後加強管理二線監控機制，深化基礎，例如金管會推動金融資安聯防，強調“資源共享”。2021年7月教育部建立「學術網路資訊安全監控平臺」等相關事項。
2020年8月經濟部公告「在台灣地區從事商業行為禁止事項項目表」修正草案，禁止台灣任何代理或經銷大陸網路視聽（愛奇藝、騰訊WeTV）服務，「淘寶台灣」等相關企業台灣站被正式關閉平台。2019年雙11檔期過後，淘寶台灣下載量突破200萬。
2022年12月數位發展部宣佈，網路APP抖音及美國Oracle公司股東旗下TikTok程序危害國家資通安全，中央政府及各市政府資通設備所屬場域，在公部門配發手機、平板和電腦都禁止下載、安裝和使用抖音或TikTok上述程序。